# Izabela Trojanowska

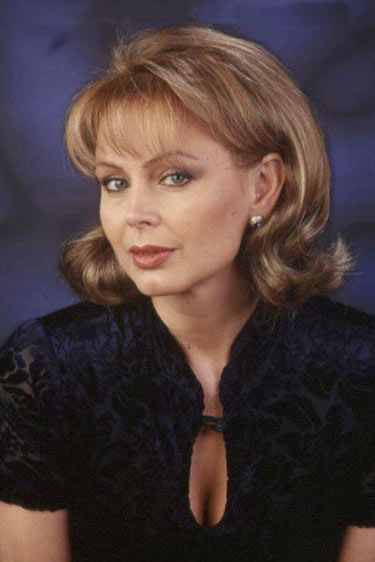
Izabela Trojanowska (2008)

Izabela Trojanowska, geb. Schütz (* 22. April 1955 in Olsztyn, Polen) ist eine polnische Schauspielerin und Sängerin.

## Leben
1955 wurde sie als Izabela Schütz in Olsztyn geboren. Nach ihrem Schulabschluss studierte sie von 1974 bis 1977 Musik und Schauspiel am Musiktheater in Gdynia. Nach ihrem Abschluss am Musiktheater spielte sie am Syrena-Theater in Warschau. 1979 drehte sie ihre erste Fernsehserie Strachy.  Ihr erstes Album mit dem Titel Iza veröffentlichte Izabela Trojanowska 1981. Aus dem zweiten Album Układy wurde die Single Karmazynowa Noc (dt. ‚Tiefrote Nacht‘) ausgekoppelt, die in den Charts auf Platz 1 landete. In den nächsten Jahren etablierte sie sich im polnischen Musikgeschäft, spielte weiter Theater und drehte gelegentlich Spielfilme. Izabela Trojanowska war auch in den deutschen Produktionen Land der Väter – Land der Söhne und Die Kids von Berlin zu sehen. Seit 1997 spielt sie eine Hauptrolle in der Seifenoper Klan.
Izabela Trojanowska ist seit 1980 mit Marek Trojanowski verheiratet. 1991 kam ihre Tochter Roxanna zur Welt.

## Filmografie
- 1979: Strachy
- 1980: Kariera Nikodema Dyzmy (Serie)
- 1980: Wielki Dodek
- 1980: Carmilla
- 1981: 07 zgłoś się
- 1981: Kat czeka niecierpliwie
- 1982: Sto jedenasty
- 1982: Blisko, coraz bliżej
- 1983: Punkty za pochodzenie
- 1987: Szkoda twoich łez
- 1989: Land der Väter – Land der Söhne
- 1991: Rok dobrego dziecka
- 1997–heute: Klan
- 1997: Die Kids von Berlin
- 2008: Historia polskiego rocka
- 2009: Fenomen

## Diskografie
- 1981: Iza
- 1982: Układy
- 1990: Iza Trojanowska
- 1991: The Best of Izabela Trojanowska
- 1993: Pożegnalny cyrk (mit Tadeusz Nalepa)
- 1996: Chcę inaczej
- 1999: Złota kolekcja – Wszystko czego dziś chcę
- 2006: The Best – Komu więcej, komu mniej
- 2007: Platynowe przeboje – Sobie na złość
- 2007: Gwiazdy polskiej muzyki lat 80 (‚Polnische Musik-Stars der 80er Jahre‘)
- 2011: Życia zawsze mało
- 2016: Na skos